# استیون آر نیجل
استیون ری نیجل (به انگلیسی: Steven Ray Nagel) فضانورد اهل کشور ایالات متحده آمریکا است که در ۲۷ اکتبر ۱۹۴۶ میلادی در کانتون، ایلی‌نوی زاده شد. وی در مأموریت اس‌تی‌اس-۵۱-جی، اس‌تی‌اس-۶۱-ای، اس‌تی‌اس-۳۷، اس‌تی‌اس-۵۵ حضور داشته است.